# Jana Dörries
Jana Dörries, née le 24 septembre 1975 à Potsdam (République démocratique allemande), est une ancienne nageuse allemande spécialiste de la brasse. Elle est médaillée d'argent en relais aux Jeux de 1992.

## Carrière
En 1991, alors âgée de seulement 15 ans, elle remporte deux médailles aux championnats du monde : l'argent sur le 50 m brasse et le bronze sur le 100 m brasse et le 4 × 100 m 4 nages.
Aux Jeux de 1992, Jana Dörries se classe 5e du 100 m brasse et 18e du 200 m brasse. En relais, elle termine 2e du 4 × 100 m 4 nages avec ses compatriotes Dagmar Hase, Franziska van Almsick et Daniela Hunger.

## Palmarès
| Date | Compétition           | Lieu      | Place | Course            |
| ---- | --------------------- | --------- | ----- | ----------------- |
| 1991 | Championnats du monde | Perth     | 2e    | 100 m brasse      |
| 1991 | Championnats du monde | Perth     | 3e    | 200 m brasse      |
| 1991 | Championnats du monde | Perth     | 3e    | 4 × 100 m 4 nages |
| 1992 | Jeux olympiques       | Barcelone | 5e    | 100 m brasse      |
| 1992 | Jeux olympiques       | Barcelone | 18e   | 200 m brasse      |
| 1992 | Jeux olympiques       | Barcelone | 2e    | 4 × 100 m 4 nages |
| 1994 | Championnats du monde | Rome      | 12e   | 100 m brasse      |
| 1994 | Championnats du monde | Rome      | 29e   | 200 m brasse      |
| 1994 | Championnats du monde | Rome      | 9e    | 4 × 100 m 4 nages |
| 1995 | Championnats d'Europe | Budapest  | 4e    | 100 m brasse      |
| 1995 | Championnats d'Europe | Budapest  | 1re   | 4 × 100 m 4 nages |